# 集英社オンライン
集英社オンライン（しゅうえいしゃオンライン、Shueisha Online）は、集英社が運営する日本のニュースサイト。キャッチコピーは「ニュースを本気で噛み砕け」。

## 概要
集英社では本サイト開設以前から『週刊プレイボーイ』を設立母体とする『週プレNEWS』や漫画作品の公式サイトなど300以上のサイトを運営しているが、社内から「これだけWebサイトが充実する集英社に活字のニュースメディアがないのはどうなのか」とする問題提起が行われたことを契機に2021年1月からワーキングチームを設置、2022年3月31日に開設された。初代編集長は志沢直子。
立ち上げに当たっては「オール集英社」を掲げてオンライン専門の編集部を新設し、全社横断で特にエンターテインメント・カルチャー分野に強みを持つ出版社の特性を活かした編集方針を特徴とする。開設から1年で1億PVを達成し、同年12月にはSmartNews主催の「SmartNews Awards」2023年度の大賞を受賞した。
開設当初のキャッチコピーは「毎日が、あたらしい。」であったが、開設1周年を機に現行の「ニュースを本気で噛み砕け」が新たに採用された。

## サイトの特徴
『週刊少年ジャンプ』を筆頭に漫画が社のキラーコンテンツとなっている強みを活かし、かつて同誌で連載されていた『こちら葛飾区亀有公園前派出所』の傑作選を「毎日こち亀」と題して1日1本ペースで掲載している。
また、1972年から2008年まで発行されていた映画専門誌『ロードショー』の名称を14年ぶりにサイト上で復活させ、映画関連記事を「ロードショー編集部」の名義で配信している。